# Auripigment
Az auripigment (névváltozata: arzenikon) arzén tartalmú szulfidásvány. A szulfidok és rokon vegyületek ásványosztályban a fémben szegény szulfidok közé sorolják. A monoklin rendszerben kristályosodik, leggyakoribb a vaskos halmazokban és lisztszerű bevonatként, de megtalálható leveles, rostos, sugarasan gömbös előfordulásban is. Rendkívül lágy, puha ásvány, könnyen hajlítható és vágható, hőközlésre könnyen olvad és illóanyagba megy át, por alakban erős méreg.. Kémiai képlete: As2S3.
Kémiai összetétele:
- Arzén (As) = 60,9%
- Kén (S) = 39,1%

Neve a latin aurum (arany) és pigmentum (festék) szóból származik.

## Keletkezése
Elsődlegesen hidrotermás folyamatokban keletkezik, aktív vulkanikus környezetben vagy utóvulkáni működés hatására. Másodlagosan más arzéntartalmú ásványok átalakulásakor jön létre. Gyakori a realgár fény hatására történő átalakulása, de arzenopirit és arzenolit felületi átalakulásakor lisztszerűen bevonatot képez. Jellegzetesen arzéntartalmú érctelérekben fordul elő.
Hasonló ásvány: realgár, kén, autunit..

## Előfordulásai
Németország területén a Harz-hegységben több helyen megtalálható. Törökországban Kelet-Anatólia területén. Románia területén, Erdélyben Nagyág (Sacarimb) közelében. Olaszország Toscán tartományában. Svájc területén Wallis közelében. Oroszországban az Urál-hegység vidékén és a Kaukázus-hegységben. Az Amerikai Egyesült Államok Nevada szövetségi államában
Kísérő ásványok: kalcit, pirit, szfalerit, antimonit és realgár.

## Hazai előfordulás
Nagybörzsöny közelében az ércesedett telérekben több helyen megtalálható.Perőcsény területén arzenopiriten fennőtt kristályai fordulnak elő. A Börzsöny hegységben ércesedett területeken realgár kristályokkal együtt narancssárga kristályait mélyfúrásokban is megtalálták.

## Képek

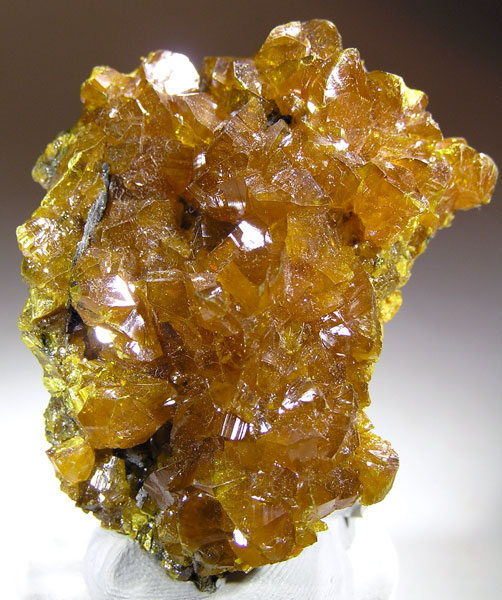
Az auripigment szuper fényes és csillogó borostyán-sárga kristályai az Egyesült Államokból, Nevadából
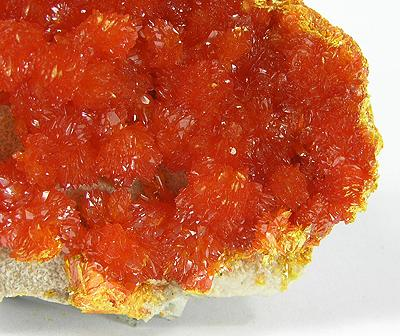
Intenzív fényes narancssárga-piros auripigment Oroszországból
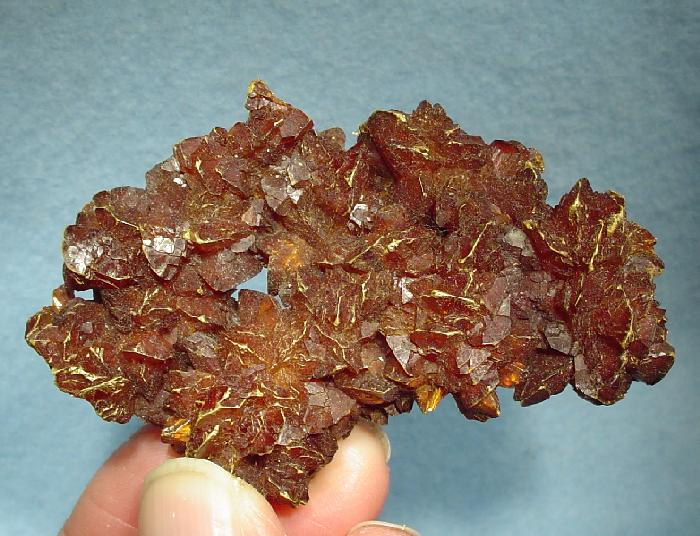
1 cm-es gyönyörű és csillogó égetett narancssárga auripigment kristályok feltűnő sárga kiemelésekkel Peruból